# Heptathrips tillyardi
Heptathrips tillyardi är en insektsart som beskrevs av Laurence A. Mound och Walker 1986. Heptathrips tillyardi ingår i släktet Heptathrips och familjen rörtripsar. Inga underarter finns listade i Catalogue of Life.